# Dumbrăveni (Constanța)
Dumbrăveni is een Roemeense gemeente in het district Constanța.
Dumbrăveni telt 594 inwoners.